# Horacio Cartes
Horacio Manuel Cartes Jara (Asunción, 5. srpnja 1956.), paragvajski poduzetnik i političar, 50. paragvajski predsjednik.
Vlasnik je više desetaka kompanija koje zajedno čine konglomerat Grupo Cartes koji, između ostalog, sadrži tvornice duhana, bezalkoholnih pića, mesnice i banke. U javnosti je poznat i pod nadimkom "kralj duhana".

## Poduzetnička karijera
Cartesov otac bio je vlasnik američke zrakoplovne tvrtke Cessna te ga je nakon srednje škole poslao na studij zrakoplovne mehanike u Sjedinjene Države. S 19 godina počeo se baviti bankarstvom te je 1992. osnovao bankarsko društvo Banco Amambay. U sljedećim godinama otvorio je 25 poduzeća, među kojima i tvrtku  Tabesa, koja će kasnije postati najveći proizvođač cigareta u zemlji, kao i najveće tvrtke za proizvodnju voćnih sokova.
Godine 1986. proveo je 60 dana u zatvoru zbog optužbe za pronevjeru i utaju poreza, koja se pokazala neutemeljenom te ju je sud naknadno odbacio. Tri godine kasnije proveo je sedam mjeseci u zatvoru zbog optužbe za prevaru, koja se ponovno pokazala lažnom te ju je sud odbacio, ali tek nakon njegova izlaska iz zatvora.
Prema izvještajima WikiLeaksa za 2010. godinu povezuje se s "off-shore" računima na Cookovom otočju preko kojega ga se sumnjalo za pranje novca za vlastitu banku Amambay, a zbog optužbi o krijumčarenju droge istraživala ga je i američka DEA.

## Stavovi
Sredinom mandata, u studenom 2015., izazvao je niz unutardržavnih i međunarodnih reakcija nakon što je odbio dekriminalizirati pobačaj zbog brojnih političkih pritisaka vezanih uz 11-godišnju djevojčicu koja je rodila nakon što ju je pćuh silovao. Brojne anti-life i feminističke udruge uz potporu mnogih državnika i diplomata vršile su pritisak na vladu tražeći da dopusti djevojčici pobačaj, pozivajući se na njezino zdravlje. Netom prije poroda, medicinski izvještaj potvrdio je kako njezin život nije bio ugrožen te je Luque Pili Rodríguez, sudac koji je odlučivao o skrbništvu nad djevojčicom, odbio zahtjev anti-life udruga o dopuštanju pobačaja. CNN je prenio kako je djevojčicu na pobačaj tjerala majka, koja je izjavila kako je sama prijavila očuha zbog silovanja. Međutim vlasti su demantirale njene navode rekavši kako su susjedi prijavili očuha dok je majka stala u njegovu obranu. Na kraju su i majka i očuh djevojčice bili uhićeni.
Britanski dnevni list The Independent opisao ga je kao "homofoba, kriminalca, milijunaša i poslovnog titana".

## Vanjske poveznice
|  | Zajednički poslužitelj ima još gradiva o temi Horacio Cartes |